# バンビーニ・ディ・プラガ (小惑星)
バンビーニ・ディ・プラガ (5804 Bambinidipraga) は小惑星帯の小惑星である。チェコの天文学者、アントニーン・ムルコスがクレチ天文台で発見した。
『プラハの子供たち』という意味の、プラハ少年少女合唱団のかつての名前に因んで名付けられた。